# Maria Nomdedéu
Maria Nomdedéu fou una dirigent anarcosindicalista alacantina.
Durant la Guerra Civil, Maria Nomdedéu va pertànyer a la Federació Local de Joventuts Llibertàries d'Alacant, junt a altres dones com Luisa García que intervingué en actes públics d'aquesta organització. Fou militant de Dones Lliures (Mujeres Libres), organització àcrata que va mostrar una preocupació especial per l'ensenyament de les dones, en favor de la seua emancipació i la seua capacitat laboral, i que va fundar a Alacant un centre de cultura, una granja per a xiquets, a més de desenvolupar diversos treballs en hospitals o per a la recollida de fons. Altres de les integrants de Dones Lliures a Alacant eren “Natacha”, Felicitas (qui va prendre la paraula en diversos mítings, en defensa del treball de les dones), Margot Cernadas, Victoria Gisbert o Casimira García, que escrivien en la premsa anarquista alacantina, en especial a Liberación.
Malgrat la destacada activitat de Dones Lliures i de la defensa teòrica de la igualtat a les organitzacions anarquistes, aquesta organització va tenir problemes amb la CNT. Com a integrant del Comité Provincial d'Alacant de Dones Lliures, en el ple provincial de Locals i Comarcals de Llevant de la CNT de 6 de desembre de 1938, Maria Nomdedéu va proposar que Dones Lliures fóra considerada rama bàsica de la CNT, idea que fou rebutjada, i es va anomenar organització auxiliar.